# Mario Marcolla
Mario Marcolla (Rivoli, 28 giugno 1929 – Monza, 25 ottobre 2003) è stato un operaio e scrittore italiano.
Fu tra gli animatori, insieme ad  Augusto Del Noce, Alfredo Cattabiani  ed Elémire Zolla, della famosa collana editoriale Rusconi, con la quale fece conoscere in Italia filosofi come Eric Voegelin e Augustin Cochin nonché scrittori come Flannery O'Connor.

## Opere
- Una vita in fabbrica - Itinerario spirituale, Maurizio Minchella editore, 1998, ISBN 8872030692
- Tra le due torri, Marietti, 2005, ISBN 8821165884